# Городской маслихат Кокшетау
Городско́й маслиха́т Кокшета́у (каз. Көкшетау қаласының мәслихаты) — представительный орган муниципального образования Кокшетау Г. А., административного центра Акмолинской области. Состоит из 17 депутатов, избираемых гражданами на муниципальных выборах на срок 5 лет по смешанной избирательной системе. Статус и полномочия Маслихата определяются Уставом города Кокшетау. Основная форма работы Маслихата — сессия (статья 1 п. 8, п. 9 Закона РК «О местном государственном управлении и самоуправлении в Республике Казахстан»).
К другим органам местного самоуправления относятся аким Кокшетау и администрация города (акимат) г. Кокшетау. Располагается в здании администрации Кокшетау на улице М. Ауэзова, 141.
Последние на данный момент выборы депутатов Кокшетауского городского маслихата состоялись 19 марта 2023 года. Ныне действует VIII (8) созыв. С 31 марта 2023 года председателем маслихата является Акимов Дастан Алтайевич.

## История

### Городской Совет народных депутатов
В 1924 году избран городской Совет рабочих, крестьянских и красноармейских депутатов как орган государственной власти в городе, с декабря 1939 года — депутатов трудящихся, с октября 1977 года — народных депутатов.
В периоды между сессиями городского Совета органом Советской власти являлся его исполком. Постановлением 9-й сессии 21-го созыва Кокчетавского городского Совета народных депутатов от 4 марта 1992 года исполком упразднен, его функции переданы аппарату главы горадминистрации. Горсовет как представительный орган просуществовал до декабря 1993 года.
Являясь высшим органом власти в городе, горисполком  осуществлял  руководство государственным, хозяйственным и социально-культурным строительством, обеспечивал соблюдение законов, охрану государственного и общественного порядка, прав граждан через отделы, входившие в его структуру.

### Городской маслихат Кокшетау (с 1993 года)
В соответствии с Законом Республики Казахстан «О местных представительных органах Республики Казахстан» от 10 декабря 1993 года представительными органами на местах определены маслихат-собрания депутатов. В связи с принятием 30 августа 1995 года Конституции Республики Казахстан вступило в силу положение, согласно которому маслихат-собрания депутатов преобразованы в маслихаты.

## Полномочия маслихата
К компетенции гормаслихата относится утверждение планов, экономических и социальных программ развития города, местного бюджета и отчетов об их исполнении, программ по охране окружающей среды и природопользования, содействия занятости и борьбы с бедностью; решение вопросов местного административно-территориального устройства, осуществление полномочий по обеспечению прав и законных интересов граждан; рассмотрение отчетов руководителей исполнительных органов; образование постоянных комиссий, заслушивание отчетов об их деятельности; контроль за исполнением планов, экономических, социальных программ развития города и местного бюджета.
| В соответствии с Законом Республики Казахстан «О местном государственном управлении и самоуправлении в Республике Казахстан от 23 января 2001 года № 148 к компетенции маслихатов относится: 1. К компетенции маслихатов относится: 1) утверждение планов, экономических и социальных программ развития соответствующей территории, местного бюджета и отчетов об их исполнении, в том числе утверждение бюджетных программ, реализуемых акимами района в городе, города районного значения, поселка, аула (села), аульного (сельского) округа (отдельно по каждому району в городе, городу районного значения, поселку, аулу (селу), аульному (сельскому) округу); 2) утверждение программ по охране окружающей среды и природопользованию на соответствующих территориях и расходов по охране, оздоровлению окружающей среды, а также решение иных вопросов в соответствии с законодательством Республики Казахстан в области охраны окружающей среды; 3) утверждение по представлению акима схемы управления административно-территориальной единицей, сформированной на основе типовых структур местного государственного управления, утверждаемых Правительством Республики Казахстан; 4) решение отнесенных к их ведению вопросов местного административно-территориального устройства; 4-1) утверждение правил подготовки и проведения отопительного сезона; 5) согласование решением сессии маслихата персонального состава соответствующего акимата по представлению акима; 6) рассмотрение отчетов руководителей исполнительных органов и внесение в соответствующие органы представлений о привлечении к ответственности должностных лиц государственных органов, а также организаций за невыполнение решений маслихата; 7) исключен Законом РК от 05.07.2011 № 452-IV (вводится в действие с 13.10.2011); 7-1) избрание в соответствии с законодательным актом Республики Казахстан о выборах членов территориальных, окружных и участковых избирательных комиссий путем проведения тайного или открытого голосования; 8) исключен Законом РК от 27.04.2012 № 15-V (вводится в действие по истечении десяти календарных дней после его первого официального опубликования); 9) контроль за исполнением местного бюджета, программ развития территорий; 9-1) рассмотрение годового отчета об исполнении бюджета ревизионных комиссий областей, городов республиканского значения, столицы; 9-2) внесение предложений в ревизионные комиссии областей, городов республиканского значения, столицы для включения объектов контроля в план работ ревизионных комиссий; 10) образование постоянных комиссий и иных органов маслихата, заслушивание отчетов об их деятельности, решение иных вопросов, связанных с организацией работы маслихата; 11) утверждение программ содействия занятости населения и снижения бедности; 12) утверждение по представлению акима персонального состава консультативно-совещательных органов при акимате по вопросам межведомственного характера; 12-1) присвоение по представлению акима звания "Почетный гражданин области (города, района); 12-2) утверждение правил присвоения звания «Почетный гражданин области (города, района)», разработанных и представленных акиматом области, города республиканского значения, столицы; 13) осуществление регулирования земельных отношений в соответствии с земельным законодательством Республики Казахстан; 14) содействие исполнению гражданами и организациями норм Конституции Республики Казахстан, законов, актов Президента и Правительства Республики Казахстан, нормативных правовых актов центральных и местных государственных органов; 15) осуществление в соответствии с законодательством Республики Казахстан иных полномочий по обеспечению прав и законных интересов граждан. 2. К компетенции областных, городов республиканского значения и столицы маслихатов относится также внесение представлений об утверждении схемы районной планировки области, проекта генерального плана застройки областного центра, города республиканского значения и столицы в Правительство Республики Казахстан, утверждение проектов районной планировки административных районов, генеральных планов застройки городов областного (кроме областных центров) и районного значения и определение системы мер социальной поддержки отдельных категорий граждан, работающих и проживающих в сельских населенных пунктах, предусмотренных законодательством Республики Казахстан. 2-1. К компетенции маслихатов областей, городов республиканского значения, столицы относится назначение на должности председателя и членов ревизионной комиссии области, города республиканского значения, столицы на пять лет, а также освобождение их от должности. 2-2. К компетенции маслихатов областей, городов республиканского значения, столицы относится утверждение правил, за нарушение которых установлена административная ответственность. 2-3. К компетенции маслихатов района (города областного значения), города республиканского значения, столицы относится утверждение правил оказания социальной помощи, установления размеров и определения перечня отдельных категорий нуждающихся граждан. 3. К компетенции районных маслихатов относятся также утверждение генеральных планов застройки городов, поселков и аулов, расположенных на территории соответствующего района, рассмотрение отчета о проделанной работе акима города районного значения, аульного (сельского) округа, поселка и аула (села), не входящего в состав аульного (сельского) округа, и внесение акиму района представлений о привлечении акима соответствующей административно-территориальной единицы к дисциплинарной ответственности. 3-1. Маслихат района (города областного значения) вправе запрашивать информацию от ревизионной комиссии области о проведенных контрольных мероприятиях по вопросам исполнения бюджета соответствующего района (города областного значения). 4. Маслихаты областей, городов республиканского значения и столицы Республики Казахстан по предложениям соответствующих акиматов вправе принимать решения о заимствовании в соответствии с законодательными актами Республики Казахстан. 5. Маслихаты областей, городов республиканского значения и столицы утверждают ставки платы за эмиссии в окружающую среду, за пользование водными ресурсами поверхностных источников, за лесные пользования, за использование особо охраняемых природных территорий в соответствии с законодательством Республики Казахстан. 6. Маслихаты областей, города республиканского значения и столицы рассматривают вопрос о даче согласия на сооружение ядерных установок и объектов на соответствующей административно-территориальной единице. 7. Полномочия депутатов Сената Парламента, избранных на совместном заседании выборщиков в лице депутатов, представляющих все маслихаты области, города республиканского значения и столицы, могут быть досрочно прекращены по решению выборщиков. 1. Постоянные комиссии вправе: 1) вносить предложения в маслихат, председателю сессии маслихата, секретарю маслихата по повестке дня сессии данного маслихата, а также по любым вопросам, рассматриваемым на сессии маслихата; 2) давать заключения по вопросам, отнесенным к их ведению и вносимым на рассмотрение сессии маслихата; 3) представлять на сессиях маслихата доклады и содоклады по вопросам, отнесенным к их ведению; 4) в пределах своей компетенции вносить в маслихат предложения о заслушивании на сессии отчетов руководителей местных исполнительных органов; 5) привлекать к работе комиссий других депутатов маслихата, а также представителей государственных органов, организаций, иных органов местного самоуправления и граждан. 2. Акимат, должностные лица территориальных подразделений центральных государственных органов, исполнительных органов, финансируемых из местных бюджетов, организаций обязаны в установленном порядке представлять постоянным комиссиям по вопросам их компетенции необходимую информацию. 3. Постоянные комиссии маслихата принимают по вопросам своей компетенции постановления. |

## Структура и порядок формирования
Срок полномочий городского маслихата составляет — 5 лет.

### Председатель городского маслихата
Председателем Городского маслихата VIII созыва является Акимов Дастан Алтайевич (Аманат).

### Постоянные комиссии
В Кокшетауском городском маслихате на постоянной основе работают 4 комиссий:
| № | Комиссия | Председатель комитета              |
| - | --- | ---------------------------------- |
| 1 | Постоянная комиссия по вопросам бюджета и финансов                                                                                   | Сейдалин Нурлан Абайулы (Аманат)   |
| 2 | Постоянная комиссия по вопросам экологии, строительства, жилищно-коммунального хозяйства, предпринимательства, промышленности        | Джусипов Мереке Ертайулы (НПК)     |
| 3 | Постоянная комиссия по вопросам рассмотрения проектов договоров о выкупе земельных участков для государственных нужд                 | Макишев Руслан Аманбайулы (Аманат) |
| 4 | Постоянная комиссия по вопросам депутатских полномочий и этики, здоровья населения, образования, культуры, законности и правопорядка | Есенова Гулаим Ергаликызы (Аманат) |

## Выборы

### 2023 год
Выборы VIII (8) созыва в Кокшетауский городской маслихат состоялись 19 марта 2023 года. На них победу одержал Аманат.

## Действующий состав VIII (8) созыва (2023 — по настоящее время)
Ранее в состав маслихата входил 16 депутат, в настоящее время Кокшетауский городской маслихат состоит из 17 депутатов по одномандатным округам, избираный всем населением города Кокшетау на срок пять лет. Большинство членов Кокшетауского городского маслихата, избранной 19 марта 2023 году, принадлежит партии «Аманат». В составе маслихата нового созыва 14 мужчин и 3 женщины. Самому молодому депутату – 30 лет, самому старшему – 59 лет.
В состав Кокшетауского городского маслихата VIII созыва  были избраны:
- 10 представителей Аманат;
- 2 представителя Ак жол;
- 1 представитель Народной партии Казахстана (НПК);
- 1 представитель Республики;
- 3 самовыдвиженцев;

## Депутаты
| VIII (8) созыв (2023 — по настоящее время) | VIII (8) созыв (2023 — по настоящее время) | VIII (8) созыв (2023 — по настоящее время)           | VIII (8) созыв (2023 — по настоящее время)                                           | VIII (8) созыв (2023 — по настоящее время)                                                                                             |
| Фамилия Имя Отчество                       | Дата рождения                              | Способ избрания                                      | До избрания                                                                          | Должность в Кокшетауском городском маслихате                                                                                           |
| ------------------------------------------ | ------------------------------------------ | ---------------------------------------------------- | ------------------------------------------------------------------------------------ | --- |
| Аманат                                     |                                            |                                                      |                                                                                      | |
| Акимов Дастан Алтайевич                    | 1985 года рождения                         | Избран по одномандатному избирательному округу № 2   | АО "Altyntau Kokshetau", начальник службы, г. Кокшетау                               | Председатель маслихата города Кокшетау                                                                                                 |
| Есенова Гулаим Ергалиевна                  | 1966 года рождения                         | Избрана по одномандатному избирательному округу № 3  | Адвокатская контора "Yessenova Law Group", руководитель, г. Кокшетау;                | Председатель комиссии по вопросам депутатских полномочий и этики, здоровья населения, образования, культуры, законности и правопорядка |
| Макишев Руслан Аманбаевич                  | 1976 года рождения                         | Избран по одномандатному избирательному округу № 4   | ГКП на ПХВ "Кокшетау Жылу", генеральный директор, г. Кокшетау                        | Председатель комиссии по вопросам рассмотрения проектов договоров о выкупе земельных участков для государственных нужд                 |
| Мукатаев Рамазан Сапарович                 | 1972 года рождения                         | Избран по одномандатному избирательному округу № 7   | Председатель ОЮЛ "Союз лиц с инвалидностью Акмолинской области "Бирлик", г. Кокшетау | |
| Сабатаева Галия Зиябековна                 | 1964 года рождения                         | Избрана по одномандатному избирательному округу № 8  | Главный врач ГКП на ПХВ “Городская поликлиника”                                      | |
| Джумабеков Фаим Маратович                  | 1987 года рождения                         | Избран по одномандатному избирательному округу № 9   | ТОО "Уasin 2020", директор, г. Кокшетау                                              | |
| Топорков Олег Иванович                     | 1971 года рождения                         | Избран по одномандатному избирательному округу № 12  | Директор ТОО "Кокше-Тазалык", г. Кокшетау                                            | |
| Нурумова Зауреш Олжабаевна                 | 1965 года рождения                         | Избрана по одномандатному избирательному округу № 14 | Председатель Кокшетауского филиала партии "Аманат", г. Кокшетау                      | |
| Даулетхан Токтаров                         | 1985 года рождения                         | Избрана по одномандатному избирательному округу № 15 | Управляющий директор Кокшетау Транстелеком, г. Кокшетау                              | |
| Сейдалин Нурлан Абаевич                    | 1993 года рождения                         | Избран по одномандатному избирательному округу № 17  | ТОО "Фирма СейНур", заместитель директора, г. Кокшетау                               | Председатель комиссии по вопросам бюджета и финансов                                                                                   |
| Ак жол'                                    |                                            |                                                      |                                                                                      | |
| Жаксылыков Ерсаин Дулатович                | 1987 года рождения                         | Избран по одномандатному избирательному округу № 6   | ТОО "Гормолзавод" директор, г. Кокшетау                                              | |
| Сердалин Канат Бауыржанович                | 1989 года рождения                         | Избран по одномандатному избирательному округу № 10  | Директор ТОО "Алуа-Строй", г. Кокшетау                                               | |
| Народная партия Казахстана (НПК)           |                                            |                                                      |                                                                                      | |
| Джусупов Мереке Ертаевич                   | 1970 года рождения                         | Избран по одномандатному избирательному округу № 1   | Акмолинская областная детско-юношеская спортивная школа, директор, г. Кокшетау       | Председатель комиссии по вопросам экологии, строительства, жилищно-коммунального хозяйства, предпринимательства, промышленности        |
| Республика                                 |                                            |                                                      |                                                                                      | |
| Жакупов Жанат Еркенович                    | 1986 года рождения                         | Избран по одномандатному избирательному округу № 5   | Корпоративный фонд "Будущее в наших руках", исполнительный директор, г. Кокшетау     | |
| Самовыдвиженцы                             |                                            |                                                      |                                                                                      | |
| Хасенов Ерлан Маратович                    | 1988 года рождения                         | Избран по одномандатному избирательному округу № 11  | Индивидуальный предприниматель, г. Кокшетау                                          | |
| Сергалиев Алибек Сабиржанович              | 1989 года рождения                         | Избран по одномандатному избирательному округу № 16  | Директор ИП "Сергалиев", г. Кокшетау                                                 | |
| Туржанов Рустем Эрикович                   | 1968 года рождения                         | Избран по одномандатному избирательному округу № 13  | Директор ТОО "ЭнергоПромТехно", г. Кокшетау                                          | |

## Созывы
- I (1) созыв
- II (2) созыв
- III (3) созыв
- IV (4) созыв
- V (5) созыв
- VI (6) созыв
- VII (7) созыв
- VIII (8) созыв (30.03.2023 — по настоящее время)